# Canton de Réalmont
Le canton de Réalmont est une ancienne division administrative française, située dans le département du Tarn en région Midi-Pyrénées.

## Géographie
Ce canton était organisé autour de Réalmont dans l'arrondissement d'Albi. Son altitude variait de 169 m pour Laboutarie à 529 m pour Saint-Antonin-de-Lacalm, avec une moyenne de 599 m.

## Histoire
Le canton est supprimé par le décret du 17 février 2014 qui entre en vigueur lors des élections départementales de mars 2015. Il est englobé dans les cantons du Haut Dadou et de Saint-Juéry.

## Représentation

### Conseillers généraux de 1833 à 2015
| Période | Période           | Identité                                      | Étiquette                               | Qualité |
| ------- | ----------------- | --------------------------------------------- | --------------------------------------- | --- |
| 1833    | 1839              | Baron Jean-Baptiste Thérèse de Foulquier      |                                         | Propriétaire du château de Frégeville Ancien officier d'artillerie, Réalmont Président du Conseil général                                                          |
| 1839    | 1848              | Jean-Pierre Vidal (aîné)                      |                                         | Propriétaire et avocat, maire de Lombers |
| 1848    | 1870              | Pierre Belloc                                 |                                         | Propriétaire, avocat, juge de paix, maire de Réalmont |
| 1870    | 1870              | Baron Raymond Gorsse                          | Majorité dynastique - Union des droites | Ingénieur civil Député (1868-1870 et 1877) |
| 1870    | 1871              | Darius Austry (1815-1883)                     |                                         | Propriétaire à Réalmont |
| 1871    | 1881 (annulation) | Achille Thiéry                                | Républicain                             | Avocat à Albi |
| 1881    | 1886              | Edouard Taillefer de Laportalière             | Droite                                  | Avocat à Albi |
| 1886    | 1897 (démission)  | Achille Thiéry                                | Républicain                             | Avocat à Albi Maire de Fauch (1881-1896) |
| 1897    | 1940              | Maurice Rigaud                                | Rad. puis Rad.ind.                      | Avoué et avocat Maire de Fauch (1896-1940) Membre de la Commission administrative départementale (1941-1942) Nommé conseiller départemental en 1942 Décédé en 1944 |
|         |                   |                                               |                                         | |
| 1944    | 1945              | Harold Roquelaure (1894-1984)                 |                                         | Minotier, maire de Lombers, conseiller d'arrondissement Nommé conseiller départemental en 1944                                                                     |
|         |                   |                                               |                                         | |
| 1945    | 1949              | Charles Batigne                               | Rad.                                    | Minotier - Maire de Réalmont (1938-1944) |
| 1949    | 1959 (décès)      | Fernand Grimal                                | MRP                                     | Industriel briquetier - Maire de Réalmont (1946-1959) |
| 1959    | 1979              | Jean-Paul Taurines (gendre de Fernand Grimal) | DVD puis UDR puis RPR                   | Médecin à Réalmont |
| 1979    | 1991 (décès)      | Jacques Durand                                | PS                                      | Professeur - Sénateur (1983-1986) Président du Conseil général (1982-1991) Maire de Réalmont (1983-1991)                                                           |
| 1991    | 2015              | Jean Roger                                    | DVG                                     | Employé de banque Maire de Réalmont (1991-2005) Vice-président du Conseil général                                                                                  |

### Conseillers d'arrondissement (de 1833 à 1940)
| Période                                  | Période           | Identité                     | Étiquette                | Qualité |
| ---------------------------------------- | ----------------- | ---------------------------- | ------------------------ | --- |
| 1833                                     | 1836              | Pierre Isaac Valette         |                          | Maire de Réalmont                                                                                           |
| 1836                                     | 1839              | Louis Decomte                |                          | Élu conseiller général du canton de Montredon-Labessonnié                                                   |
| 1839                                     | 1848              | Frédéric de Caudaval         |                          | Propriétaire à Saint-Lieux-Lafenasse                                                                        |
| 1848                                     | 1852              | Antoine-Charles-Marie Alricy |                          | Propriétaire à Lombers                                                                                      |
| 1852                                     |                   | Bernard Alexandre Latour     |                          | Maire de Fauch (1848-1871)                                                                                  |
|                                          |                   |                              |                          | |
|                                          | 1881 (annulation) | Eugène Cavaillès             |                          | Propriétaire agriculteur à Lombers                                                                          |
|                                          |                   |                              |                          | |
| 1886                                     | 1901              | Casimir Cathala              | Républicain opportuniste | Propriétaire-agriculteur, maire de Poulan (1870-1899)                                                       |
| 1901                                     |                   | M. Cannac                    | Radical                  | Médecin |
|                                          |                   |                              |                          | |
| 1919                                     |                   | M. Pélissier                 | Radical                  | Maire de Réalmont                                                                                           |
|                                          | 1940              | Harold Roquelaure            | PRS                      | Minotier, maire de Lombers (1929-1947)                                                                      |
| 1940                                     |                   |                              |                          | Les conseils d'arrondissement ont été suspendus par la loi du 12 octobre 1940 et n'ont jamais été réactivés |
| Les données manquantes sont à compléter. |                   |                              |                          | |

## Composition
Le canton de Réalmont comprenait seize communes et compte 9 533 habitants, selon la population municipale au 1er janvier 2012.
| Communes                | Population (2012) | Code postal | Code Insee |
| ----------------------- | ----------------- | ----------- | ---------- |
| Dénat                   | 723               | 81120       | 81079      |
| Fauch                   | 505               | 81120       | 81088      |
| Labastide-Dénat         | 378               | 81120       | 81113      |
| Laboutarie              | 472               | 81120       | 81119      |
| Lamillarié              | 443               | 81120       | 81133      |
| Lombers                 | 1 086             | 81120       | 81147      |
| Orban                   | 319               | 81120       | 81198      |
| Poulan-Pouzols          | 438               | 81120       | 81211      |
| Réalmont                | 3 305             | 81120       | 81222      |
| Ronel                   | 297               | 81120       | 81226      |
| Roumégoux               | 234               | 81120       | 81233      |
| Saint-Antonin-de-Lacalm | 260               | 81120       | 81241      |
| Saint-Lieux-Lafenasse   | 451               | 81120       | 81260      |
| Sieurac                 | 245               | 81120       | 81287      |
| Terre-Clapier           | 251               | 81120       | 81296      |
| Le Travet               | 126               | 81120       | 81301      |

## Démographie
| 1962  | 1968  | 1975  | 1982  | 1990  | 1999  | 2006  | 2012  |
| ----- | ----- | ----- | ----- | ----- | ----- | ----- | ----- |
| 6 964 | 7 360 | 7 150 | 7 292 | 7 486 | 7 834 | 8 866 | 9 533 |